# Politica Spaniei

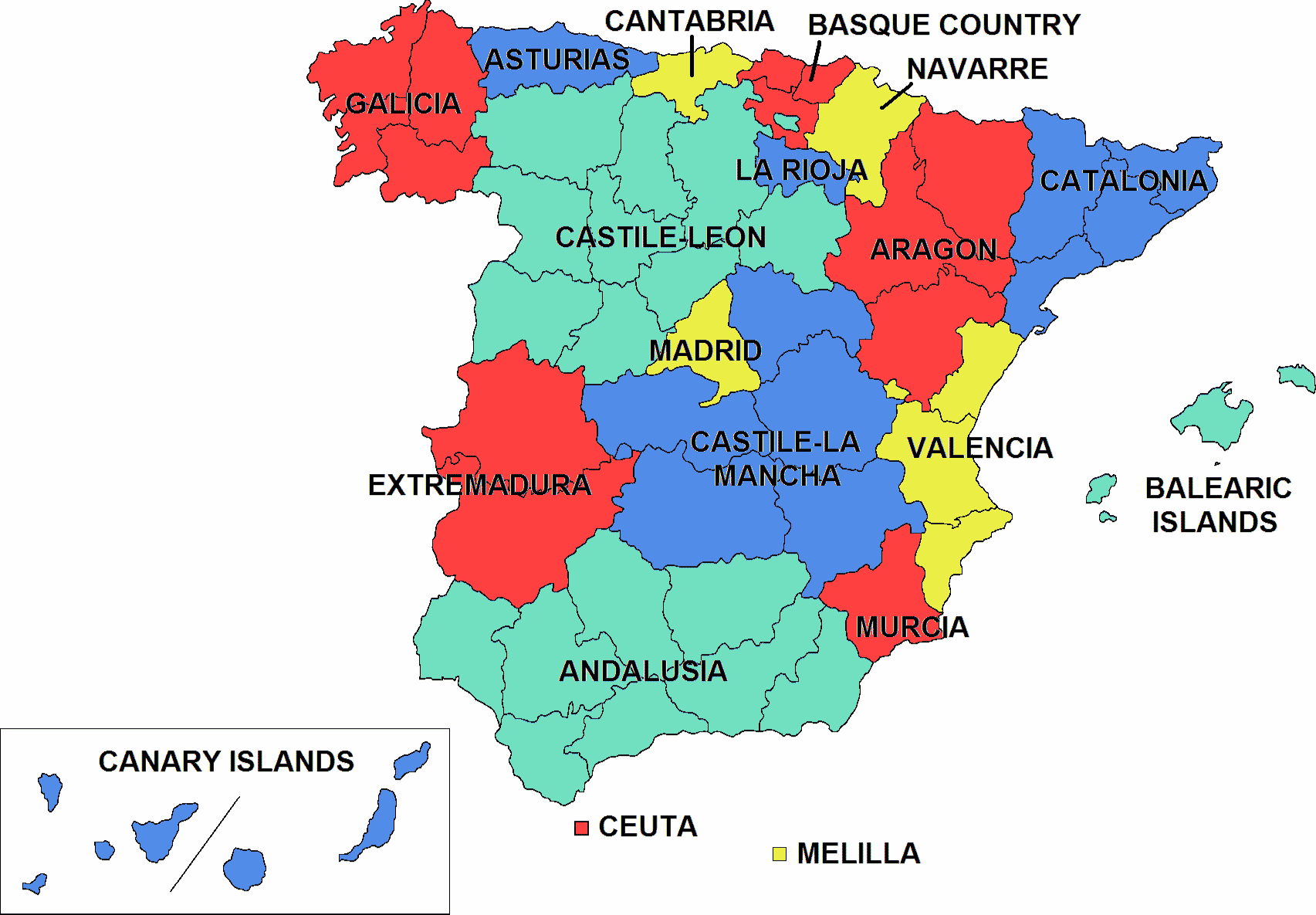
Harta Spaniei cu regiuni

Spania este o monarhie constituțională, cu o monarhie ereditară și cu un parlament bicameral, Cortes sau Ansamblul Național. Puterea executivă consistă din Consiliul de Miniștri prezidat de Președintele Guvernului (asemănător unui prim ministru), propus de monarh și ales de către Ansamblul Național după alegerile legislative. 
Puterea legislativă este formată din Congresul Deputaților (Congreso de los Diputados) cu 350 de mebrii, aleși prin vot popular pe liste-bloc, prin reprezentarea proporțională, destinați să servească timp de patru ani, și un Senat sau Senado cu 259 de locuri din care 208 formate din aleși direcți pe baza votului popular și ceilalți 51 trimiși de legislaturile locale pentru a servi tot timp de patru ani.
În 2003, Spania discută cu Regatul Unit despre Gibraltar, o mică peninsulă care și-a schimbat posesorul în timpul Războiului Spaniol de Succesiune în 1714. Discuțiile se referă la împărțirea suveranității asupra peninsulei, subiect al unui referendum constituțional al gibraltarienilor, care și-au exprimat opoziția față de orice act de supunere față de Spania. 
Spania este, în prezent, statul autonomiilor, foral unitar, dar, de fapt, funcționând ca o federație de Comunități Autonome, fiecare cu puteri și legi diferite (de exemplu unele au propriile lor sisteme educaționale și de sănătate, altele nu). Există unele probleme cu acest sistem, de vreme ce unele guverne autonome (acelea conduse de partide naționaliste) încearcă un tip mai federal de relații cu Spania, în timp ce guvernul central încearcă să reprime ceea ce unii văd ca și o autonomie excesivă a unor conmunități autonome (ex. Țara Bascilor și Catalonia). 
Terorismul este o problemă în Spania de astăzi, de când ETA (Libertatea și Pământul Basc) încearcă să câștige independența bască prin mijloace violente, incluzând utilizarea bombelor și a crimelor. Deși guvernul autonom basc nu asistă o astfel de violență, diferitele aproprieri de problemă sunt o sursă de tensiune între guvernele central și basc. 